# TVRI Sport HD
TVRI Sport (también conocido como Kanal 4 TVRI Olahraga ) es un canal de televisión terrestre de Indonesia propiedad de la emisora pública TVRI, especializada en programación deportiva. Sirve como complementario del canal principal de TVRI, el canal está disponible solo en servicio de transmisión digital terrestre, satelital y TVRI Klik.
Transmisión de TVRI Sport de 08:00 AM a 00:00 AM.

## Historia
TVRI Sport HD se lanzó como uno de los dos canales de televisión digital iniciales establecidos por TVRI siguiendo el plan del gobierno de introducir la televisión digital en Indonesia , así como uno de los primeros canales de televisión digital de Indonesia. TVRI 4 , como se llamó, se lanzó el 21 de diciembre de 2010 cuando se lanzó la primera transmisión digital de Indonesia en Yakarta, Surabaya (Java Oriental) y Batam (Islas Riau). Junto con su canal hermano TVRI 3 (actualmente TVRI Kanal 3), así como la transmisión digital de TVRI Nasional y estaciones locales de TVRI, el canal fue lanzado oficialmente por el presidente. Susilo Bambang Yudhoyono, ministro de Comunicaciones y Tecnología de la Información Tifatul Sembiring y presidente y director de TVRI, Imas Sunarya.
En 2018, TVRI 4 cambió su nombre a TVRI Sport HD.

## Cobertura actual

### Indonesia
| Deporte               | Competición/Torneo/Evento         | Resumen | Ref.  |
| --------------------- | --------------------------------- | --- | ----- |
| Fútbol                | Asociación de Fútbol de Indonesia | Cobertura en vivo de la selección de Indonesia en amistosos y clasificatorios para la Copa del Mundo (solo segunda ronda) y la Copa Asiática hasta 2022. Con licencia de Mola TV.                                           |       |
| Bádminton             | Asociación Indonesia de Bádminton | Cobertura en vivo de todas las series del Circuito Nacional ( Sirkuit Nasional / Sirnas ), además de los Campeonatos Nacionales por equipos (en años pares) e individuales (en años impares) (Kejuaraan Nasional/Kejurnas), | [ 2 ] |
| Baloncesto            | Liga Indonesia de Baloncesto      | Hasta dos juegos por serie, en vivo. Licencia de Telkom Indonesia (2020-presente). | [ 3 ] |
| Evento multideportivo | Semana Nacional del Deporte       | Todos los juegos, ceremonias de apertura y clausura en vivo. |       |

### Internacional
| Deporte               | País/Región | Competición/Torneo/Evento       | Resumen | Ref.  |
| --------------------- | ----------- | ------------------------------- | --- | ----- |
| Fútbol                |             | International Champions Cup     | Partidos seleccionados en vivo y retrasados. Compartido con iNews (solo 2018) y con licencia de Mola TV (2019-presente). | [ 4 ] |
| Fútbol                | Italia      | Copa Italia                     | Cobertura en vivo de 17 partidos (a partir de los octavos de final), desde 2018-19 incluyendo también la Supercopa. Licencia de Telkom Indonesia (desde 2018-19). | [ 5 ] |
| Bádminton             |             | Federación Mundial de Bádminton | Cobertura en vivo de todos los World Tours (excepto Indonesia Open), equipos ( Copas Thomas (hombres), Uber (mujeres) y Sudirman (mixtas)) y Campeonatos Mundiales individuales hasta 2021. Licencia de Futbal Momentum Asia (FMA) (2018 y la solo en el primer semestre de 2019), Telkom Indonesia (desde el segundo semestre de 2019) y Emtek (desde el cuarto trimestre de 2019). | [ 6 ] |
| Bádminton             | Europa      | Campeonato Mundial de Bádminton | Cobertura en vivo de campeonatos europeos por equipos e individuales. En los campeonatos por equipos de 2020, solo se emitió una final. | [ 7 ] |
| Evento multideportivo |             | Juegos Olímpicos de Verano      | Todos los juegos en deportes seleccionados, ceremonias de apertura y clausura en vivo. |       |
| Evento multideportivo | Asia        | Juegos Asiáticos                | Todos los juegos en deportes seleccionados, ceremonias de apertura y clausura en vivo. |       |
| Evento multideportivo | Asia        | Juegos Parasíaticos             | Todos los juegos en deportes seleccionados, ceremonias de apertura y clausura en vivo. | [ 8 ] |
| Evento multideportivo | ANSA        | Juegos del Sudeste Asiático     | Todos los juegos en deportes seleccionados, ceremonias de apertura y clausura en vivo. |       |

### Espectáculos
- TVRI Sport News
- Kick Off
- Olahraga Kampung
- Otosport
- Rumah Bulutangkis
- Dibalik Sang Juara
- Globe Soccer Awards (2019–presente)

## Cobertura anterior

### Indonesia

#### Fútbol
- Liga 1 de Indonesia
- Final de la Liga Santri Nusantara 2015[9]

#### Baloncesto
- Copa Srikandi 2017-18 (Campeonato de baloncesto femenino de Indonesia)

#### Vóleibol
- 2015 Livoli[10]

### Internacional
- Juegos Olímpicos de Invierno (ceremonias de apertura y clausura solo en 2014 y 2018)

#### Fútbol
- Copa Mundial de la FIFA (hasta 1998)
- Brasil Global Tour (ambos partidos solo en septiembre de 2019)
- Premier League (solo 2019-20 (excluye el cuarto trimestre), originalmente hasta 2021-22)[11]
- EFL (incluida la Copa) (solo 2018-19)
- Ligue 1 ( solo 2009-10)
- Serie A (2012-13 y primer semestre de 2013-14, originalmente hasta 2014-15)
- Eerste Divisie ( solo 2017-18)

#### Baloncesto
- Copa Mundial de Baloncesto de 2019

#### Deportes de motor
- Temporada 2019-20 de Fórmula E

#### Sepak takraw
- Liga Sepak Takraw 2019 (solo Copa de Campeones)[12]

### Espectáculos
- Anillo Tinju/Rock n Round
- Varia Olahraga